# Parachelifer tricuspidatus
Parachelifer tricuspidatus är en spindeldjursart som beskrevs av Beier 1953. Parachelifer tricuspidatus ingår i släktet Parachelifer och familjen tvåögonklokrypare. Inga underarter finns listade i Catalogue of Life.